# Mã Tô
Mã Tô (giản thể: 马苏; phồn thể: 馬蘇; bính âm: Mă Sū), sinh ngày 17 tháng 2 năm 1981 tại Cáp Nhĩ Tân, Hắc Long Giang, Trung Quốc, là một nữ diễn viên người Trung Quốc.
Mã Tô xếp hạng 46 trong danh sách 100 người nổi tiếng của Forbes Trung Quốc vào năm 2013, hạng 76 vào năm 2014 và hạng 84 vào năm 2015.

## Cuộc đời và sự nghiệp
Tên của Mã Tô là sự kết hợp giữa họ của cha mẹ cô - Mã (của cha cô) và Tô (của mẹ cô). Khi Mã Tô 12 tuổi, cô đến Bắc Kinh để thi vào khoa múa của Học viện Quân sự và Văn hóa của Đại học Quốc phòng, Quân đội giải phóng nhân dân (People's Liberation Army Academy of Art) cha mẹ cô đã bán tài sản ở quê để lấy tiền cho cô đi học. Năm 1998, Mã tốt nghiệp ngành Múa của Học viện Quân sự và Văn hóa của Đại học Quốc phòng, nhưng không được vào làm việc trong đoàn nghệ thuật quân đội mà cô hằng mong ước. Mẹ của Mã vì nghĩ đến con gái nên đã nghỉ việc, đến Bắc Kinh cùng cô, theo cách này, hai mẹ con đã thuê một căn hộ chung cư gần Xưởng phim Bắc Kinh. Khi Mã không còn hy vọng theo đuổi sự nghiệp múa, cô bắt đầu quay một số quảng cáo, dần dần cô nhận thấy mình dần yêu thích diễn xuất nên quyết định nộp đơn vào Học viện Điện ảnh Bắc Kinh. Tuy nhiên, Mã đã không được nhận ngay lần đầu tiên khi đăng ký dự thi, sau một năm chuẩn bị đầy đủ, cuối cùng cô ấy đã đỗ vào Khoa Biểu diễn của Học viện Điện ảnh Bắc Kinh như mong muốn.
Năm 2002, Mã xuất hiện lần đầu tiên trong Đại đường ca phi một bộ phim truyền hình lịch sử lấy bối cảnh triều đại nhà Đường. Một năm sau (năm 2003), cô tốt nghiệp Học viện Điện ảnh Bắc Kinh.
Mã lần đầu tiên nổi tiếng với vai chính Lý Xuân Thiên, cô gái trẻ bị đàn áp và nổi loạn trong bộ phim truyền hình Mùa xuân giữa mùa hè (2003).
Năm 2009, Mã gây chú ý với vai diễn phản diện trong bộ phim lãng mạn Gió Bắc thổi, nhân vật phản diện Lưu Thanh của Mã khiến công chúng “ghét cay ghét đắng”, đây là lần đầu tiên cô xuất hiện với vai phản diện có tính khí cực đoan, ghen tuông và thất thường.
Mã đã giành được giải thưởng Triển vọng tại Liên hoan truyền hình Thượng Hải. Mã sau đó đóng vai chính trong loạt phim lãng mạn hiện đại Cuộc sống tươi đẹp (2010).Mã được sự hoan nghênh với vai diễn một nữ tướng cướp trong bộ phim chiến tranh Đại Tây Nam trấn áp đạo tặc (Ân xá tối cao), và cũng được đề cử cho giải thưởng Nữ diễn viên phụ xuất sắc nhất cho vai diễn của cô trong phim Người sắt, một bộ phim kể về những người đấu tranh để phát triển ngành công nghiệp dầu mỏ của Trung Quốc tại sa mạc Taklamakan Tây Trung Quốc.
Mã sau đó đóng vai chính trong bộ phim truyền hình cổ trang Vẻ đẹp của sự ngây thơ (2011), Mã đã giành được giải Nữ diễn viên được khán giả yêu thích nhất tại Giải Kim Ưng. Sau đó, Mã đóng vai chính trong bộ phim gián điệp đầu tiên của mình, Sườn Xám (2011).Vai diễn của Mã trong loạt phim đã mang lại cho cô giải thưởng Nữ diễn viên xuất sắc nhất tại Giải Hoa Đỉnh.
Năm 2012 là năm thành công nhất của Mã. Cô đóng vai Quyền Tranh, nhân vật chính trong Thanh niên Bắc Kinh, phần thứ ba của bộ ba Tuổi thanh xuân của Triệu Bảo Cương đã giúp cô giành được giải thưởng Nữ diễn viên chính xuất sắc nhất tại lễ trao giải Huading. Tiếp theo, cô đóng vai chính trong bộ phim truyền hình Tân bạch phát ma nữ truyện, và nhận được sự đánh giá cao cho vai diễn Luyện Nghê Thường. Cùng năm đó, Mã được trao Giải Phi Thiên và Giải Kim Ưng. Do diễn xuất thành công trong nhiều bộ phim truyền hình khác nhau, năm 2012, Mã được vinh danh là "Nhân vật truyền hình của năm" tại Giải thưởng Phim truyền hình Trung Quốc.
Năm 2014, Mã đóng vai phụ trong phim điện ảnh hài Tâm hoa lộ phóng; cô diễn vai một cô gái điếm to mồm và thô lỗ, vai diễn đột phá này đã nhận được những đánh giá tích cực và cô đã giành được giải thưởng Nữ diễn viên phụ xuất sắc nhất tại Liên hoan phim Hoa Kỳ và Liên hoan phim Trung Quốc London. Mã cũng đóng vai khách mời "Ngụy phu nhân" trong bộ phim lịch sử Mị Nguyệt truyện (2015), cô vào vai một nhân vật phản diện đầy tham vọng, nham hiểm, xảo quyệt, bà muốn con trai mình trở thành Tần vương nên bày nhiều độc kế hãm hại người khác.
Vào ngày 4 tháng 3 năm 2015, cô biểu diễn điệu múa "Quốc sắc thiên hương" tại Gala Lễ hội đèn lồng của CCTV. Cũng trong tháng 3 năm 2015, bộ phim tình cảm "Thành phố của những thiên thần" do Mã thủ vai chính được công chiếu; cùng năm đó, cô được mời tham dự Liên hoan phim Rome lần thứ 10. Vào tháng 2 năm 2016, Mã đóng vai chính trong bộ phim tình cảm "Hay là vợ chồng". Năm 2017, đóng vai chính trong bộ phim truyền hình cổ trang huyền thoại "Ba Thanh Truyện“. Năm 2018, Mã đóng vai chính trong bộ phim hài đô thị hiện đại "Bạn cùng lớp nấu ăn" (Classmate Cooking). Vào ngày 10 tháng 9 năm 2019, Mã tham gia một vai chính bộ phim truyền hình nông thôn "Nước biết non xanh với nụ cười".
Vào ngày 25 tháng 6 năm 2020, Mã tham gia chương trình đặc biệt "Lễ hội thuyền rồng ở An Khang (Thiểm Tây)" của Đài Phát thanh và Truyền hình Trung ương Trung Quốc, và đọc bài thơ và bức tranh "Hòa bình ở Trung Quốc" cùng với Quách Hiểu Đông trong chương trình "Có những người yêu trong thế giới, người yêu nhất trong buổi tối này", hát "Cô gái bên cầu"; vào ngày 2 tháng 10, Mã tham gia casting chương trình truyền hình thực tế "Everybody Stand By (Mùa 2)" do Tencent Video sản xuất.
Vào năm 2021, Mã tham gia vào chương trình tạp kỹ "The Fifth Season of Tucao Conference"; vào ngày 11 tháng 6, bộ phim "Chị em nhóm Sunny" phát hành với sự tham gia của Mã Tô được phát sóng độc quyền trên Tencent Video; vào ngày 6 tháng 11, bộ phim hài hước "Vương khanh điển xuân thiên" với sự tham gia của Mã đã được phát trực tuyến; Mã cũng tham gia bộ phim "Nhà tâm lý học nữ" được phát sóng trên Youku. Ngày 20 tháng 12, bộ phim truyền hình y tế “Bác sĩ phi thường” có sự tham gia của Mã đã hoàn thành. 
Vào tháng 1 năm 2022, bộ phim truyền hình "Tôi là cảnh sát hình sự" có sự tham gia của Mã sẽ được hoàn thành tại Cáp Nhĩ Tân. Ngày 2 tháng 2 năm 2022, Mã tham gia tiệc "Trăm hoa chào xuân" và hát ca khúc "Gặp lại hai mươi năm sau" cùng Vương Hiểu Đông và những người khác.

## Đóng phim

### Phim điện ảnh
| Năm  | Tên tiếng anh                               | Tiếng Trung      | Tiếng Việt                                      | Vai diễn                                       | Ghi chú                                                                 |
| ---- | ------------------------------------------- | ---------------- | ----------------------------------------------- | ---------------------------------------------- | ----------------------------------------------------------------------- |
| 2005 | A Foreign Luck                              | 天上掉馅饼       | Vận may bất ngờ                                 | Bao'er (Bảo Nhi)                               | Vai nữ chính, với nam chính Ngô Kinh                                    |
| 2005 | The Heroes                                  | 群英会           | Hùng anh hội                                    | Quinglian                                      | Vai nữ chính                                                            |
| 2005 |                                             | 东江特遣队       | Đội đặc nhiệm Đông Giang                        | Lin Yazhen (Lâm Á Trân)                        | Vai nữ chính                                                            |
| 2006 | Hope for a Long Life                        | 但愿人长久       | Cầu mong người trường tồn                       | Han Wei (Hàn Vy)                               | Vai nữ chính                                                            |
| 2007 | Blessed Destiny                             | 缘来是爱         | Định mệnh cho tình yêu                          | Yang Fang (Dương Phương)                       | Vai nữ chính                                                            |
| 2009 | Iron Man/Tie ren                            | 铁人             | Người sắt                                       | Wu Mengxia (Ngô Mộng Hạ)                       | Vai phụ                                                                 |
| 2010 | Legend of the Fist: The Return of Chen Zhen | 精武风云－陈真   | Sự trở lại của Trần Chân/ Huyền thoại Trần Chân | Trác phu nhân                                  | Vai khách mời                                                           |
| 2010 | Wind Blast                                  | 西风烈           | Tây phong liệt                                  | Quy quốc nữ nhân/ Cô gái phiêu bạc trở về nước | Vai khách mời                                                           |
| 2012 | Ashita ni kakeru ai                         | 通往明日之爱     | Tình yêu mang đến ngày mai                      | Zhu Jiang (Châu Giang)                         | Vai chính, phim hợp tác với Nhật Bản                                    |
| 2014 | Breakup Buddies                             | 心花路放         | Tâm hoa lộ phóng/ Mở cờ trong bụng              | Sha Sha (Sa Sa)                                | Vai phụ                                                                 |
| 2015 | You Are My Sunshine                         | 何以笙箫默       | Ánh sáng của đời tôi/ Bên nhau trọn đời         | Cô Ôn                                          | Vai khách mời                                                           |
| 2016 | Suddenly Seventeen                          | 28岁未成年       | 28 tuổi vị thành niên/ Chợt 17                  | Bai Xiaoning (Bạch Hiểu Ninh)                  | Vai chính                                                               |
| 2016 | See You Tomorrow                            | 摆渡人           | Hẹn gặp ngày mai/ Người lái đò                  | a sao (a tẩu/chị dâu)                          | Vai khách mời                                                           |
| 2018 | The Faces of My Gene                        | 祖宗十九代       | Xuyên không gặp tổ tông                         | Li Li (Lệ Lệ)                                  | Vai khách mời, xuất hiện thời Cộng hòa                                  |
| 2018 | Air Strike                                  | 大轟炸           | Đại oanh tạc/ Vụ đánh bom lớn                   | Ding Lian (Đinh Liên)                          | Vai chính                                                               |
| 2019 | Lost in Love                                | 如影随心         | Lạc lối/ Như một cái bóng                       | Liu Juan (Lưu Song)                            | Vai chính                                                               |
| 2019 | For Love with You                           | 一切如你         | Mọi thứ giống như bạn                           | Chưa xác định                                  | Vai khách mời                                                           |
| 2019 | Song of Youth                               | 老师·好          | Bài ca tuổi trẻ/ Xin chào thầy!                 | Chưa xác định                                  | Vai khách mời                                                           |
| 2019 | Battle of Golden Triangle                   | 激战金三角       | Cuộc chiến ở Tam Giác Vàng                      | Chưa xác định                                  | Vai nữ chính                                                            |
| 2020 | Tiger                                       | 老虎             | Mãnh hổ                                         | Shang Fei (Thượng Phi)                         | Vai nữ chính                                                            |
| 2021 | Sunny Sisters (phiên bản Hoa ngữ)           | 阳光姐妹淘       | Chị em nhóm Sunny                               | Yang Mei (Dương Mai)                           | Vai chính                                                               |
| 2022 | Goodbye Lover                               | 是爱情天花板吧！ | Tạm biệt người tình                             | Yu Qingxia (Ngu Thanh Hà)                      | Vai chính Chương trình "Starting sitcom" tập 2 (phim hài sitcom online) |

### Phim truyền hình
| Năm  | Tiếng Anh                                | Tiếng Trung          | Tiếng Việt                                                                | Vai diễn                                     | Ghi Chú                                                                     |
| ---- | ---------------------------------------- | -------------------- | ------------------------------------------------------------------------- | -------------------------------------------- | --------------------------------------------------------------------------- |
| 2003 | High Flying Songs of Tang Dynasty        | 大唐歌飞             | Đại Đường ca phi                                                          | Xu Hezi (Hứa Hợp Tử)                         | Vai nữ chính, cùng với nam chính Giả Nãi Lượng                              |
| 2004 | Silk Road Hero                           | 丝路豪侠             | Đại mạc kiêu hùng                                                         | Manao (Mã Não)                               | Vai nữ chính, cùng với nam chính Ngô Kỳ Long                                |
| 2004 | Love in a Miracle                        | 爱在有情天           | Ái tại hữu tình thiên/ Tình yêu diệu kỳ                                   | Sun Xiudong (Tôn Tú Đông)                    | Vai nữ chính (chết), cùng với nam chính Mã Cảnh Đào và nữ chính Trần Tú Văn |
| 2004 | Spring in Summer                         | 夏日里的春天         | Mùa xuân giữa mùa hè                                                      | Li Chuntian (Lý Xuân Thiên)                  | Vai nữ chính                                                                |
| 2004 | My Kung Fu Girlfriend                    | 我的功夫女友         | Bạn gái kungfu của tôi/ Nữ võ sĩ                                          | Yao Kaixin (Diêu Khai Tâm)                   | Vai nữ chính, cùng với nam chính Vương Dương                                |
| 2004 | Houhai Front Street                      | 后海前街             | Hậu Hải tiền nhai/ Dòng sông, con đường                                   | Wen Xin (Văn Tân)                            | Vai nữ chính                                                                |
| 2005 | The Great Adventure                      | 大冒险家             | Cuộc phiêu lưu kỳ thú                                                     | Youran (Vưu Nhiên)                           | Vai phụ                                                                     |
| 2006 | King Qian in Wuyue                       | 吴越钱王             | Ngô Việt Kim Vương                                                        | Zhen Zhufeng (Chân Châu Phụng)               | Vai nữ chính                                                                |
| 2006 | Red Ink Fang                             | 红墨坊               | Hồng Mặc Phường                                                           | Umei (Ô Mai)                                 | Vai nữ chính                                                                |
| 2006 | Shoot Again                              | 睁开你的眼睛         | Mở mắt ra                                                                 | Qi Xiaoxuan (Tề Tiểu Tuyền)                  | Vai chính                                                                   |
| 2007 | Sword Stained with Royal Blood           | 碧血剑               | Bích huyết kiếm                                                           | An Xiaohui (An Tiểu Tuệ)                     | Vai phụ                                                                     |
| 2007 | Wudang 2                                 | 武当II               | Võ Đang 2                                                                 | Zhu Wan (Quận chúa Chu Uyển)                 | Vai nữ chính, cùng với nam chính Ngô Kinh                                   |
| 2008 | Morality Baseline                        | 道德底线             | Chuẩn mực đạo đức                                                         | Chen Xiu (Trần Tú)                           | Vai chính                                                                   |
| 2008 | Behind Kindness                          | 善良背后             | Thiện lương bối hậu/ Phía sau lòng tốt                                    | Lan Xiu (Lam Hân)                            | Vai chính                                                                   |
| 2009 | The North Wind Blows                     | 北风那个吹           | Gió Bắc thổi                                                              | Liu Qing (Lưu Thanh)                         | Vai phản diện                                                               |
| 2009 | Ruilian                                  | 瑞莲                 | Thụy Liên                                                                 | Rui Lian (Thụy Liên)                         | Vai chính                                                                   |
| 2009 | War of Custody                           | 夺子战争             | Đoạt tử chiến tranh/ Cuộc chiến của người giám hộ                         | Chen Xiu (Trần Tú)                           | Vai chính, phần tiếp theo phim "Chuẩn mực đạo đức"                          |
| 2010 | Wu Cheng'en and Journey to the West      | 吴承恩与西游记       | Ngô Thừa Ân và Tây Du Ký                                                  | Niu Yufeng (Ngưu Ngọc Phụng/Hạ Hoa Tiên Tử)  | Vai nữ chính                                                                |
| 2010 | My Beautiful Life                        | 我的美丽人生         | Cuộc sống tươi đẹp                                                        | Wang Xiaozao (Vương Tiểu Tảo)                | Vai chính                                                                   |
| 2010 |                                          | 婚姻诊断             | Chẩn đoán hôn nhân                                                        | Wang Haiqing (Vuơng Hải Thanh)               | Vai nữ chính                                                                |
| 2010 | Highest Amnesty                          | 大西南剿匪记         | Ân xá tối cao/ Đại Tây Nam trấn áp đạo tặc                                | Zheng Yaomei (Trịnh Yêu Muội)                | Vai chính                                                                   |
| 2011 | Melody of Youth                          | 青春旋律             | Giai điệu tuổi trẻ                                                        | Dong Qianqian (Đổng Thiên Thiên)             | Vai phụ                                                                     |
| 2011 | Beauty of Innocence                      | 女人如花             | Vẻ đẹp của sự ngây thơ/ Phụ nữ như hoa                                    | Bai Yuping (Bạch Ngọc Bình)                  | Vai chính                                                                   |
| 2011 | Cheongsam                                | 旗袍                 | Sườn xám                                                                  | Guan Pinglu (Quan Bình Lộ)                   | Vai chính                                                                   |
| 2011 | The Flag Flying                          | 军旗飘扬             | Lá cờ đang tung bay                                                       | Yang Wuyue (Dương Ngũ Nguyệt)                | Vai nữ chính, cùng với nam chính Hạ Vũ                                      |
| 2012 | Happy Marsha                             | 欢乐元帅             | Hoan lạc nguyên soái/ Thiên bồng nguyên soái                              | Hằng Nga                                     | Vai phụ                                                                     |
| 2012 | AA Lifestyle                             | AA制生活             | Lối sống AA                                                               | Cai Juan (Thái Quyên)                        | Vai chính                                                                   |
| 2012 | Young Couple Times                       | 小夫妻时代           | Thời đại vợ chồng trẻ                                                     | Dai Keke (Đới Khả Khả)                       | Vai chính                                                                   |
| 2012 | Beijing Youth                            | 北京青年             | Thanh niên Bắc Kinh                                                       | Quan Zheng (Quyền Tranh)                     | Vai chính                                                                   |
| 2012 | The Bride with White Hair                | 新白发魔女传         | Tân Bạch phát ma nữ truyện                                                | Lian Nishang (Luyện Nghê Thường)             | Vai nữ chính, cùng với nam chính Ngô Kỳ Long                                |
| 2012 | Chinese Cavalry                          | 中国骑兵             | Kỵ binh Trung Quốc                                                        | Lou Juanzi (La Quyên Tử)                     | Vai nữ chính                                                                |
| 2012 | The Bachelor                             | 大男当婚             | Cử nhân                                                                   | Cai Weilan (Thái Vy Lan)                     | Vai chính                                                                   |
| 2013 | The fire                                 | 烈焰                 | Ngọn lửa                                                                  | Song Yu (Tống Vũ)                            | Vai chính                                                                   |
| 2013 | Hi 30 years old!                         | 30岁,你好            | Xin chào tuổi 30!                                                         | Lou Hua'er (La Hoa Nhi)                      | Vai nữ chính                                                                |
| 2013 | Longmen Express                          | 龙门镖局             | Long Môn Tiêu Cục                                                         | Qiu Luo (Thu La)                             | Vai khách mời (tập 38)                                                      |
| 2013 | Angel is Coming                          | 今夜天使降临         | Thiên sứ đang đến                                                         | Tian Tian (Điền Điềm)                        | Vai chính                                                                   |
| 2013 | Wind and Thunder                         | 风雷动               | Gió và sấm sét                                                            | Hua Mei                                      | Vai khách mời                                                               |
| 2014 | 0.5 Diors                                | 屌丝日记             | Điếu tơ nhật ký                                                           | Xiao Kui (Tiểu Quỳ)                          | Vai khách mời                                                               |
| 2014 | Accoucheur                               | 产科男医生           | Nam bác sĩ sản khoa                                                       | Zhao Shanshan (Triệu San San/Triệu Kim Hoa)  | Vai khách mời                                                               |
| 2014 | Trial Marriage                           | 结婚前规则           | Quy tắc trước hôn nhân/ Kết hôn tiền quy tắc                              | Jiang Chu'er (Giang Sở Nhi)                  | Vai nữ chính                                                                |
| 2014 | Cosmetology High                         | 美人制造             | Mỹ nhân thiên hạ                                                          | Yang (Dương Chi)                             | Khách mời đặc biệt                                                          |
| 2014 | The Young Doctor                         | 青年医生             | Bác sĩ trẻ                                                                | Qin Lu (Tần Lộ)                              | Khách mời đặc biệt                                                          |
| 2014 | Reunion Dinner                           | 团圆饭               | Bữa tối đoàn viên                                                         | Bai Lijuan (Bạch Lệ Quyên/ Quyên Nhi)        | Vai nữ chính                                                                |
| 2015 | City of Angels                           | 天使的城             | Thành phố của những thiên thần                                            | Chen Shuang (Trần Sảng)                      | Vai nữ chính                                                                |
| 2015 | Scholar Encountered Soldiers             | 春江英雄之秀才遇到兵 | Anh hùng kỳ ngộ/ Những anh hùng của Xuân Giang                            | Wan Shanhong (Vạn San Hồng)                  | Vai nữ chính                                                                |
| 2015 | City Hunter (Taiwan version)             | 城市猎人             | Thợ săn thành phố                                                         | Ding Qiaomin (Đinh Xảo Mẫn)                  | Vai nữ chính, cùng với nam chính Lâm Chí Dĩnh                               |
| 2015 | The Legend of Mi Yue                     | 芈月传               | Mị Nguyệt Truyện                                                          | Wei Yan (Ngụy Phu Nhân)                      | Vai phản diện                                                               |
| 2016 | We Are Still Married                     | 还是夫妻             | Vẫn là vợ chồng                                                           | Lin Xiao (Lâm Tiêu)                          | Vai nữ chính                                                                |
| 2017 | Midnight Diner                           | 深夜食堂             | Quán ăn đêm                                                               | Tiểu Nguyệt                                  | Vai khách mời (tập 39 và 40)                                                |
| 2018 | The Brothers in Blood                    | 浴血三兄弟           | Ba anh em cùng huyết thống                                                | Xiao Jinzi (Tiểu Kim Tử)                     | Vai nữ chính                                                                |
| 2018 | Classmate Cooking                        | 同学烩               | Đồng học quái/ Bạn học nấu ăn                                             | Wen Wen (Văn Văn)                            | Vai chính                                                                   |
| 2019 | Guns and Roses                           | 黄金大劫案           | Hoàng kim đại kiếp                                                        | Xin Wan (Tân Vạn)                            | Vai nữ chính                                                                |
| 2020 | Green Water and Green Hills With a Smile | 绿水青山带笑颜       | Nước biếc non xanh với nụ cười                                            | Zheng Fei (Trịnh Phi)                        | Vai chính                                                                   |
| 2020 | The Sideburns Are Not Begonia Red        | 鬓边不是海棠红       | Bên tóc mai không phải hải đường hồng                                     | Yueling (Nguyệt Linh)                        | Vai khách mời                                                               |
| 2020 | Beautiful Breeze and Bright Moon         | 清风明月佳人         | Gió mát, trăng thanh và mỹ nhân                                           | Li Shishi (Lý Sư Sư)                         | Vai nữ chính                                                                |
| 2021 | Faith Makes Great                        | 理想照耀中国         | Lý tưởng tỏa sáng trên đất nước Trung Hoa/ Niềm tin làm nên vĩ đại        | Zhang Hong (Trương Hồng)                     | Vai phụ, đơn vị "Bầu trời đầy sao" (tập 34)                                 |
| 2021 | The Psychologist                         | 女心理师             | Nữ bác sĩ tâm lý/ Nhà tâm lý học nữ                                       | Anna/Zhao Xiping (trẻ) (Thiệu Hy Bình - trẻ) | Vai khách mời                                                               |
| 2022 | Two Conjectures About Marriage           | 婚姻的两种猜想       | Hai phỏng đoán về hôn nhân/ Ngã rẽ hôn nhân                               | Xiao Qi/Qi Wei Sếp Tề/Tề Vi                  | Vai phụ                                                                     |
| 2022 | Second Embrace                           | 第二次拥抱           | Cái ôm thứ hai                                                            | You Xiaozhu (Vưu Tiểu Trúc)                  | Vai chính                                                                   |
| TBA  | The Legend of Ba Qing                    | 巴清传               | Ba Thanh Truyện/ Thắng Thiên Hạ                                           | Ba Hongxiang (Ba Hồng Hương)                 | Vai chính, em gái của vai nữ chính Ba Thanh (Phạm Băng Băng)                |
| TBA  | Shanghai Picked Flowers                  | 十年阳光十年华       | Mười năm nắng, mười năm hoa                                               | Cheng Yumei (Trình Vũ Mai)                   | Vai phụ                                                                     |
| TBA  | Swan Dive for Love                       | 北上广的四季沐歌     | Bốn mùa ở Thượng Hải, Bắc Kinh và Quảng Châu                              | Zuo Xinran (Tá Hân Nhiên)                    | Vai nữ chính, cùng với nam chính Cao Vân Tường                              |
| TBA  | He Xian Gu - Journey to Immortal         | 修仙记之何仙姑传     | Tu Tiên Ký chi Hà Tiên Cô truyền/ Tiểu sử của Hà Tiên Cô trong Tu Tiên Ký | Ling Xi (Linh Tê)                            | Vai phản diện                                                               |